# Красные евреи
Красные евреи (нем. Rote Juden) — легендарный еврейский народ, который упоминается в фольклорных источниках средневековой Германии. Вера в существование красных евреев сохранялась примерно до 1600 года. Согласно этим источникам, они представляли собой величайшую угрозу христианскому миру и должны были вторгнуться в Европу во время «великой скорби», за которой должен последовать конец света.
Ряд средневековых авторов в разное время отождествлял красных евреев с гуннами, монголами, турками и татарами (последней точки зрения придерживался, в частности, Мартин Лютер).
Исследователь Эндрю Колин Гоу, изучавший оригинальные немецкие источники о красных евреях, пришёл к выводу, что данная легенда могла возникнуть на основе совмещения трёх элементов: библейских пророчеств о Гоге и Магоге, сказании о десяти потерянных коленах Израилевых и эпизоде из Александриды, в котором Александр Македонский запирает целый народ язычников за огромной стеной на территории Кавказа.
Кевин Алан Брук предположил, пусть и не сумел убедительно доказать, что легенда о «красных евреях» основана на воспоминаниях о хазарах, которые в труде IX столетия «Expositio in Matthaeum Evangelistam» представлены как гуннские потомки Гога и Магога. Другие средневековые источники рассматривают возможную связь потерянных колен с принятием хазарами иудаизма. Рыжие волосы — черта, ассоциируемая в средневековой Германии с дьяволом и, возможно, ставшая источником термина «красные евреи».
Было распространено множество теорий, интерпретирующих подъем османского гегемона в контексте легендарных красных евреев. Идумейское отождествление было сделано в Хронографии Георгия  Синкелла, которое было завершено Феофаном Исповедником в 808 году. Мартин Буцер и Филипп Меланхтон утверждали, что красными евреями были мусульмане.